# Летние Олимпийские игры 1992
XXV летние Олимпийские игры (англ. 1992 Summer Olympics, фр. Jeux Olympiques d'été de 1992, исп. Juegos Olímpicos de Barcelona 1992, кат. Jocs Olímpics d'estiu 1992) проводились в Барселоне с 25 июля по 9 августа 1992 года. Было разыграно 259 комплектов медалей. В Играх приняло участие 9356 спортсменов (6652 мужчины и 2704 женщины), представляющих 169 команд.

## Виды спорта
- Академическая гребля
- Бадминтон
- Баскетбол
- Бейсбол
- Бокс
- Борьба
  - Вольная борьба
  - Греко-римская борьба
- Велоспорт
- Водное поло
- Волейбол
- Гандбол
- Гимнастика
  - Спортивная гимнастика
  - Художественная гимнастика
- Гребля на байдарках и каноэ
  - Гребной слалом
- Дзюдо
- Конный спорт
- Лёгкая атлетика
- Настольный теннис
- Парусный спорт
- Плавание
- Прыжки в воду
- Синхронное плавание
- Современное пятиборье
- Стрельба
  - Пулевая стрельба
  - Стендовая стрельба
- Стрельба из лука
- Теннис
- Тяжёлая атлетика
- Фехтование
- Футбол
- Хоккей на траве

## Страны-участницы
- Австралия
- Австрия
- Албания
- Алжир
- Американское Самоа
- Американские Виргинские Острова
- Ангола
- Андорра
- Аргентина
- Аруба
- Бангладеш
- Барбадос
- Белиз
- Бельгия
- Бенин
- Бермуды
- Болгария
- Боливия
- Босния и Герцеговина
- Ботсвана
- Бразилия
- Британские Виргинские Острова
- Бахрейн
- Буркина-Фасо
- Бутан
- Вануату
- Великобритания
- Венгрия
- Венесуэла
- Вьетнам
- Габон
- Гаити
- Гайана
- Гамбия
- Гана
- Гватемала
- Гвинея
- Германия
- Гондурас
- Гонконг
- Гренада
- Греция
- Гуам
- Дания
- Джибути
- Доминиканская Республика
- Египет
- Заир
- Замбия
- Зимбабве
- Израиль
- Индия
- Индонезия
- Иордания
- Ирак
- Иран
- Ирландия
- Исландия
- Испания
- Италия
- Йемен
- Каймановы острова
- Камерун
- Канада
- Катар
- Кения
- Кипр
- КНДР
- Китай
- Колумбия
- Республика Конго
- Коста-Рика
- Коста-Рика
- Кот-д’Ивуар
- Кувейт
- Лаос
- Латвия
- Лесото
- Ливия
- Литва
- Лихтенштейн
- Люксембург
- Маврикий
- Мавритания
- Мадагаскар
- Малави
- Малайзия
- Мали
- Мальдивы
- Мальта
- Марокко
- Мексика
- Мозамбик
- Монако
- Монголия
- Мьянма
- Намибия
- Непал
- Нигер
- Нигерия
- Антигуа и Барбуда
- Нидерланды
- Никарагуа
- Новая Зеландия
- Норвегия
- Объединённая команда
- ОАЭ
- Оман
- Острова Кука
- Пакистан
- Панама
- Папуа — Новая Гвинея
- Парагвай
- Перу
- Польша
- Португалия
- Пуэрто-Рико
- Руанда
- Румыния
- Сальвадор
- Самоа
- Сан-Марино
- Саудовская Аравия
- Свазиленд
- Сейшелы
- Сенегал
- Сент-Винсент и Гренадины
- Сингапур
- Сирия
- Словения
- Соломоновы Острова
- Судан
- Суринам
- США
- Сьерра-Леоне
- Тайвань
- Таиланд
- Танзания
- Того
- Тонга
- Тринидад и Тобаго
- Тунис
- Турция
- Уганда
- Уругвай
- Фиджи
- Филиппины
- Финляндия
- Франция
- Хорватия
- ЦАР
- Чад
- Чехословакия
- Чили
- Швейцария
- Швеция
- Шри-Ланка
- Эквадор
- Экваториальная Гвинея
- Эстония
- Эфиопия
- ЮАР
- Республика Корея
- Ямайка
- Япония

## Церемония открытия
Политическая обстановка следующая: на карте мира тогда не было СССР и Югославии. Объединённая команда стран-участниц СНГ включала 12 стран, балтийские республики приехали на Игры отдельными командами. Церемония открытия состоялась 25 июля 1992 года на Олимпийском стадионе на горе Монтжуик в Барселоне. По оценкам, церемонию открытия посмотрело более 2 миллиардов телезрителей.
Основным лейтмотивом красочного шоу церемонии стало основание города Барселоны, а также подвиги легендарного основателя Барселоны — Геракла. В церемонии приняли участие многие выдающиеся певцы современности — уроженки Барселоны сопрано Монсеррат Кабалье и Виктория де лос Анхелес; меццо-сопрано Тереса Берганса; теноры Пласидо Доминго, Хосе Каррерас и Хайме Арагаль (последние двое также родились в Барселоне). Песню Фредди Меркьюри и Майка Морана Barcelona, записанную за пять лет до Олимпиады, планировалось представить публике в исполнении Фредди Меркьюри и Монсеррат Кабалье, но в ноябре 1991 года певец умер, и песня прозвучала в записи.
После окончания парада спортсменов с речами выступили президент МОК уроженец Барселоны Хуан Антонио Самаранч и президент Оргкомитета игр. Король Испании Хуан Карлос I официально провозгласил Игры открытыми. Под музыку Олимпийского гимна был поднят олимпийский флаг. Олимпийский огонь эффектно зажёг испанский стрелок из лука — паралимпиец Антонио Ребольо, выстрелив в чашу горящей стрелой с центра стадиона. Традиционную клятву принесли судьи и спортсмены — от спортсменов это сделал знаменитый испанский яхтсмен Луис Доресте, от судей — Эухени Асенсьо.

## Главные события
- Первые Игры после распада СССР. В Барселоне спортсмены 12 республик бывшего СССР выступали в составе Объединённой команды. На церемониях награждения представителей Объединённой команды в командных видах спорта поднимался олимпийский флаг, в честь побед звучал Олимпийский гимн; в личных соревнованиях поднимался государственный флаг страны спортсмена, в честь побед звучал гимн его государства. Литва, Латвия и Эстония сформировали свои национальные сборные, однако отдельные спортсмены этих стран выступали в составе Объединённой команды. Именно Объединённая команда и заняла первое место в неофициальном медальном зачёте.
- В связи с распадом СФРЮ на играх дебютировали Хорватия, Словения и Босния и Герцеговина. На Югославию были наложены международные санкции, и спортсмены этой страны выступали под олимпийским флагом в качестве «независимых олимпийских участников».
- Сборная Германии после объединения страны выступила единой командой на Играх впервые после 1960 года.
- Впервые после Олимпийских игр Мюнхена в 1972 году в Играх приняли участие все члены МОК (за исключением Афганистана, Либерии и Сомали). Команда ЮАР после 28-летнего отсутствия на Играх была допущена к участию после ликвидации апартеида.
- На Олимпийских играх дебютировали бадминтон, бейсбол и женское дзюдо. Гребной слалом вернулся в программу Игр после 20 лет отсутствия.
- В демонстрационной программе Игр прошли турниры по баскской пелоте, валенсийской пелоте, роликовому хоккею и тхэквондо (позднее тхэквондо стал олимпийским видом спорта).

- У Игр было две официальные музыкальные темы. Первая — песня Barcelona — была записана за 5 лет до Игр Монсеррат Кабалье и Фредди Меркьюри. Планировалось, что они исполнят её совместно на церемонии открытия, однако из-за смерти певца в ноябре 1991 года песня прозвучала на церемонии в записи. Вторая тема — Amigos Para Siempre («Друзья навсегда») — была написана Эндрю Ллойдом Уэббером и прозвучала на церемонии закрытия Игр в исполнении Сары Брайтман и Хосе Каррераса.
- Впервые в Играх приняли участие профессиональные баскетболисты из НБА. Сборную США, укомплектованную такими звёздами, как Майкл Джордан, Мэджик Джонсон, Чарльз Баркли и Ларри Бёрд, журналисты прозвали Dream Team (команда-мечта). Сборная США выиграла олимпийский турнир, с большим преимуществом побеждая в каждом матче.
- Наибольшее число золотых медалей (шесть) завоевал 20-летний белорусский гимнаст Виталий Щербо, выступавший в составе Объединённой команды. Четыре из них он завоевал в один день, 2 августа, на соревнованиях на отдельных снарядах.
- Российские пловцы Александр Попов и Евгений Садовый завоевали по две золотые медали в плавании вольным стилем, взяв всё золото на дистанциях от 50 до 400 м.
- В женской плавательной программе отличилась юная венгерка Кристина Эгерсеги, победившая на трёх дистанциях.
- Эвелин Эшфорд из США выиграла в легкоатлетической эстафете 4×100 метров свою четвёртую золотую олимпийскую медаль.
- В 20-ю годовщину теракта на мюнхенской Олимпиаде (убийства израильских спортсменов в олимпийской деревне Мюнхена) израильская дзюдоистка Яэль Арад выиграла первую в истории страны олимпийскую медаль — серебро в категории 61 кг.
- Легкоатлетический забег на 10 000 метров выиграла эфиопка Дерарту Тулу, а серебряную медаль — белая южноафриканка Элана Мейер. После финиша спортсменки пробежали круг почёта обнявшись, демонстрируя примирение между чёрной Африкой и белыми жителями ЮАР, вернувшимися в олимпийскую семью.
- Сенсационно завершились прыжки с шестом у мужчин. Знаменитый Сергей Бубка не смог преодолеть даже начальную высоту, а победителем стал Максим Тарасов.
- В беге на 400 м с барьерами американец Кевин Янг победил с мировым рекордом 46,78 сек, став первым человеком на планете, который смог преодолеть эту дистанцию быстрее 47 секунд.
- Три из четырёх золотых медалей в настольном теннисе завоевали спортсмены Китая. Однако финал в личном первенстве у мужчин получился чисто европейским — швед Ян-Уве Вальднер победил француза Жана-Филиппа Гасьена (золото Вальднера остаётся единственным для европейцев в настольном теннисе за всю историю Олимпийских игр).
- Боксёрский турнир прошёл при подавляющем преимуществе кубинских атлетов — они победили в 7 из 12 категориях, а ещё в двух были вторыми.
- Золото футбольного турнира завоевала сборная Испании, в составе которой выступали два будущих тренера «Барселоны» — Пеп Гвардиола и Луис Энрике.

## Итоги Игр
Десять команд, завоевавших наибольшее количество медалей:
| № п/п | Команда (НОК)        | Золото | Серебро | Бронза | Итого |
| ----- | -------------------- | ------ | ------- | ------ | ----- |
| 1     | Объединённая команда | 45     | 38      | 29     | 112   |
| 2     | США                  | 37     | 34      | 37     | 108   |
| 3     | Германия             | 33     | 21      | 28     | 82    |
| 4     | Китай                | 16     | 22      | 16     | 54    |
| 5     | Куба                 | 14     | 6       | 11     | 31    |
| 6     | Испания              | 13     | 7       | 2      | 22    |
| 7     | Республика Корея     | 12     | 5       | 12     | 29    |
| 8     | Венгрия              | 11     | 12      | 7      | 30    |
| 9     | Франция              | 8      | 5       | 16     | 29    |
| 10    | Австралия            | 7      | 9       | 11     | 27    |

## Медалисты
Спортсмены, завоевавшие на Играх наибольшее число медалей:
| № | Спортсмен               | Вид спорта | Золото | Серебро | Бронза | Всего |
| 1 | Виталий Щербо (EUN)     | Гимнастика | 6      | 0       | 0      | 6     |
| 2 | Евгений Садовый (EUN)   | Плавание   | 3      | 0       | 0      | 3     |
| 2 | Николь Хейслетт (USA)   | Плавание   | 3      | 0       | 0      | 3     |
| 2 | Кристина Эгерсеги (HUN) | Плавание   | 3      | 0       | 0      | 3     |
| 5 | Александр Попов (EUN)   | Плавание   | 2      | 2       | 0      | 4     |
| 6 | Татьяна Гуцу (EUN)      | Гимнастика | 2      | 1       | 1      | 4     |
| 6 | Лавиния Милошович (ROU) | Гимнастика | 2      | 1       | 1      | 4     |
| 6 | Саммер Сандерс (USA)    | Плавание   | 2      | 1       | 1      | 4     |

## Стадионы
Центром Игр стал Олимпийский комплекс на горе Монтжуик вокруг Олимпийского стадиона. Также в Играх был задействован ряд других спортивных объектов Барселоны. Отличительной особенностью этой Олимпиады стало большое число соревнований, проведённых в пригородах и близлежащих городах, таких как Бадалона, Гранольерс, Баньолес, Кастельдефелс, Сеу д'Ургель, Моллет дель Валлес, Тарраса, Оспиталет и Виладеканс. Предварительные матчи футбольного турнира прошли в Сарагосе, Валенсии и Сабаделе; финальная часть (один из полуфиналов, матч за третье место и финал) в Барселоне на стадионе «Камп Ноу». Парусная регата состоялась в порту Барселоны.
| Название стадиона                                   | Название стадиона                                        | Виды спорта                                        | Город                    |
| Stade olympique de Montjuic                         | Олимпийский стадион Монжуик                              | Лёгкая атлетика, Церемонии открытия и закрытия     | Барселона(Монжуик)       |
| Palau Sant Jordi                                    | Дворец спорта Сан Жорди                                  | Спортивная гимнастика, Волейбол и Гандбол (финалы) | Барселона(Монжуик)       |
| Piscines Bernat Picornell                           | Водный комплекс Берната Пикорнелла                       | Плавание, Водное поло                              | Барселона(Монжуик)       |
| Institut National d’Education Physique de Catalogne | Каталонский национальный институт физического воспитания | Вольная борьба, Греко-римская борьба               | Барселона(Монжуик)       |
| Palais de sports de Barcelone                       | Барселонский дворец спорта                               | Художественная гимнастика, Волейбол                | Барселона(Монжуик)       |
| Palais de la métallurgie                            | Дворец металлургии                                       | Фехтование                                         | Барселона(Монжуик)       |
| Piscine municipale de Montjuic                      | Муниципальный бассейн Монтжуик                           | Прыжки в воду, Водное поло                         | Барселона(Монжуик)       |
| Pavillon de l’Espagne industrielle                  | Павильон промышленности Испании                          | Тяжёлая атлетика                                   | Барселона(Монжуик)       |
| Vélodrome de Horta                                  | Велодром Хорта                                           | Велоспорт                                          | Барселона (Валь д’Эброн) |
| Centre archer olympique                             | Олимпийский центр по стрельбе из лука                    | Стрельба из лука                                   | Барселона (Валь д’Эброн) |
| Pavillon de Vall d’Hebron                           | Павильон Валь д’Эброн                                    | Волейбол                                           | Барселона (Валь д’Эброн) |
| Centre de tennis de Vall d’Hebron                   | Теннисный центр Валь д’Эброн                             | Теннис                                             | Барселона (Валь д’Эброн) |
| Palau Blaugrana                                     | Дворец спорта Блауграна                                  | Дзюдо                                              | Барселона                |
| Camp Nou                                            | Стадион Камп Ноу                                         | Футбол                                             | Барселона                |
| Real Club de Polo                                   | Королевский клуб для игры в поло                         | Конный спорт, Современное пятиборье                | Барселона                |
| Port olympique de Barcelone                         | Олимпийский порт Барселоны                               | Парусный спорт                                     | Барселона                |
| Port olympique de Barcelone                         | Олимпийский порт Барселоны                               | Парусный спорт                                     | Барселона                |
| Pavillon de la Mar Bella                            | Павильон Мар Белла                                       | Бадминтон                                          | Барселона                |
| Salle multisport Estació del Nord                   | Универсальный зал «Северный вокзал»                      | настольный теннис                                  | Барселона                |
| Palais des sports de Badalona                       | Дворец спорта Бадалона                                   | Баскетбол                                          | Бадалона                 |
| Pavillon des pays catalans                          | Павильон Каталонии                                       | Бокс                                               | Бадалона                 |
| Palais des sports de Granollers                     | Дворец спорта Гранольерс                                 | Гандбол                                            | Гранольерс               |
| Palais des sports de Granollers                     | Дворец спорта Гранольерс                                 | Гандбол                                            | Гранольерс               |
| Lac de Banyoles                                     | Озеро Баньолес                                           | Академическая гребля                               | Баньолес                 |
| Canal olympique de Castelldefels                    | Олимпийский канал Кастельдефелс                          | Гребля на байдарках и каноэ                        | Кастельдефелс            |
| Parc olympique du Segre                             | Олимпийский парк Сегр                                    | Гребной слалом                                     | Сеу д’Ургель             |
| Centre de tir Mollet del Vallès                     | Центр стрельбы Моллет дель Валлес                        | Пулевая стрельба, Стендовая стрельба               | Моллет дель Валлес       |
| Palais des sports de Terrassa                       | Дворец спорта Террасса                                   | Хоккей на траве                                    | Террасса                 |
| Palais des sports de L’Hospitalet de Llobregat      | Дворец спорта Оспиталет-де-Льобрегат                     | Бейсбол                                            | Оспиталет-де-Льобрегат   |
| Palais des sports de Viladecans                     | Дворец спорта Виладеканс                                 | Бейсбол                                            | Виладеканс               |
| Stade La Romareda                                   | Стадион Ла Ромареда                                      | Футбол                                             | Сарагоса                 |
| Stade Mestalla                                      | Стадион Месталья                                         | Футбол                                             | Валенсия                 |
| Stade de la Nova Creu Alta                          | Стадион де ла Нова Креу Альта                            | Футбол                                             | Сабадель                 |

## Талисман
Талисманом Игр стал щенок каталонской овчарки Коби, созданный дизайнером Хавьером Марискалом.

## Результаты голосования по выбору столицы Игр
Барселона лидировала с первого тура, основным конкурентом был Париж (он получит Игры только спустя 32 года).
| Город     | Страна         | Раунд 1 | Раунд 2 | Раунд 3 |
| Барселона | Испания        | 29      | 37      | 47      |
| Париж     | Франция        | 19      | 20      | 23      |
| Белград   | Югославия      | 13      | 11      | 5       |
| Брисбен   | Австралия      | 11      | 9       | 10      |
| Бирмингем | Великобритания | 8       | 8       | —       |
| Амстердам | Нидерланды     | 5       | —       | —       |

## В филателии
- Почтовые марки СССР, России и Украины
- Почтовая марка СССР. Футбол
- Почтовая марка СССР. Бег
- Почтовая марка СССР. Гребля
- Почтовая марка России. Гандбол
- Почтовая марка России. Фехтование
- Почтовая марка России. Дзюдо
- Почтовая марка Украины. Гимнастка с лентой
- Почтовая марка Украины. Прыгун с шестом
- Почтовая марка Украины. Гимнастка с лентой
- Блок Спортсмены Украины — призёры XXV Олимпийских игр